# Ромпетрол
„Ромпетрол Груп“ (Rompetrol Group) е нефтена компания в Букурещ, Румъния, специализирана в преработката на нефтени продукти и търговията на горива на едро и дребно.

## Обща характеристика
Предприятието представлява акционерно дружество, като 100% от акциите са собственост на казахстанската държавна компания Казмунайгаз.
Към 2012 г. Ромпетрол развива своята дейност на територията на 12 държави от Средиземноморието и Югоизточна Европа. Компанията е основана в Букурещ през 1974 г. като международен оператор на местната нефтена промишленост и се нарежда сред най-известните компании в страната.
През 2015 г. Китайската енергийна компания (CEFC) пое 51% от акциите на KMG International, бившата група на Rompetrol.

## Ромпетрол България
Дъщерната компания „Ромпетрол България“ е основана през 2002 г. чрез сътрудничество между „Ромпетрол Груп“ и местни партньори. Българският клон първоначално стартира с пласмент на горива на едро. Впоследствие „Ромпетрол“ започва да открива собствени бензиностанции, като същевременно развива дилърска мрежа по франчайзингов модел. По този начин фирмата става сред основните компании в България, търгуващи с горива. Към юни 2012 г. „Ромпетрол“ има развита търговска мрежа от над 70 обекта, като най-добре е развита в Североизточна България. Акцизният склад на фирмата се намира в Русе, където се съхраняват горивата, пристигащи от рафинерията „Петромидия“ – Констанца.

## Ефикс горива
През 2010 г. „Ромпетрол“ стартира предлагането на нова серия горива под наименованието „Ефикс бензин 95“ и „Ефикс дизел“, отговарящи на екологичната норма „Евро 5“.